# Dorfkirche Großkoschen

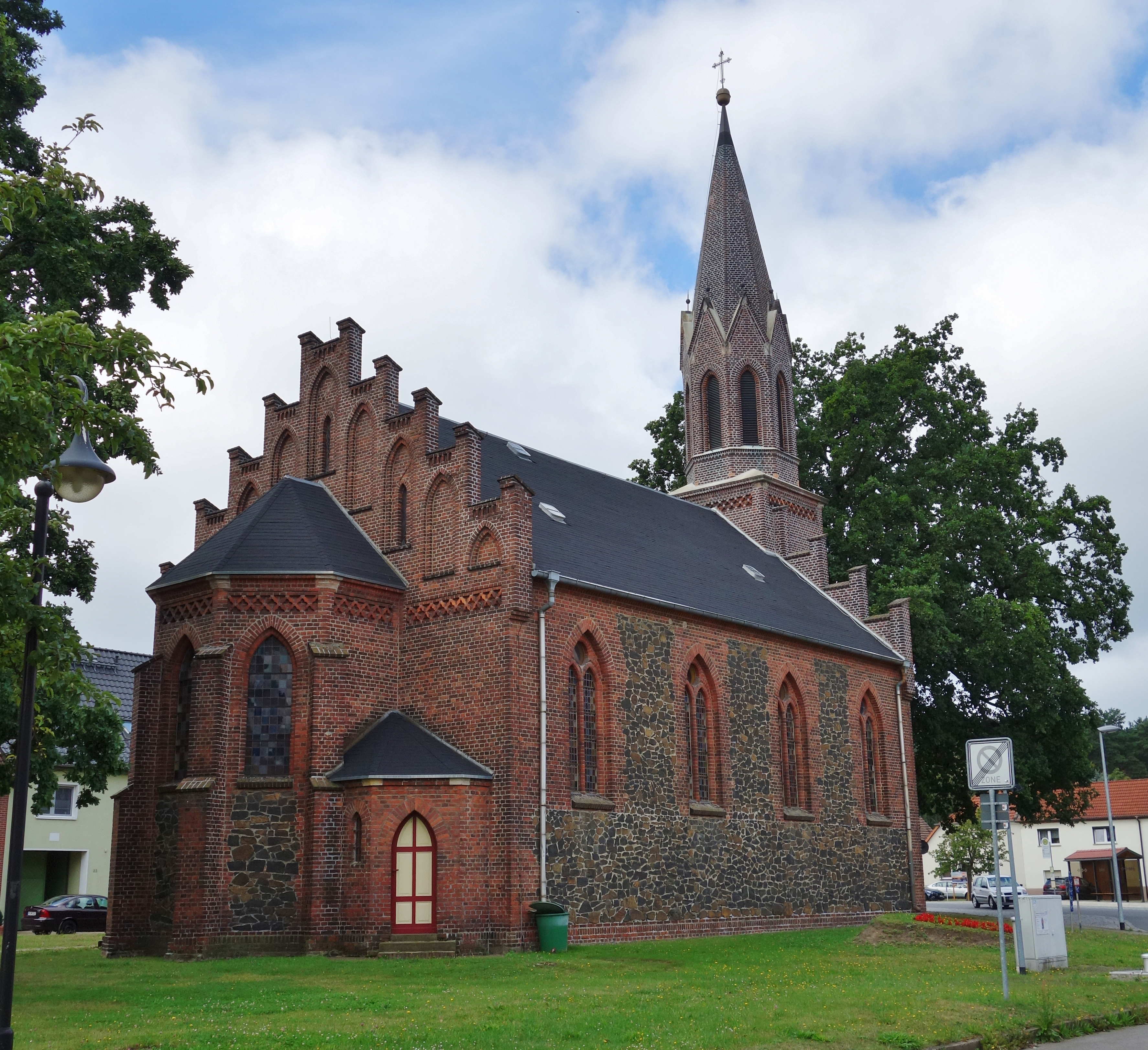
Dorfkirche Großkoschen (2016)

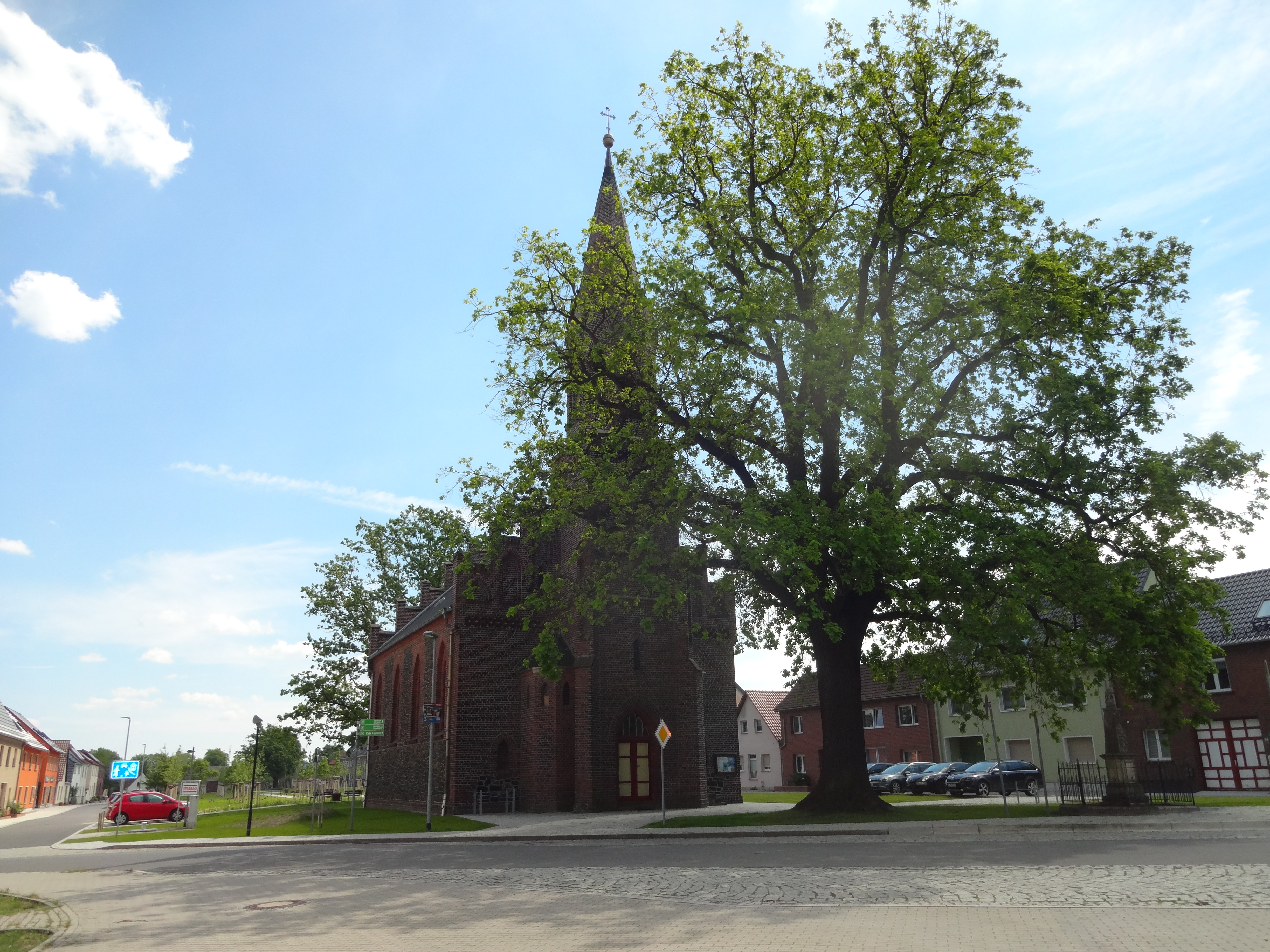
Kirche und Stieleiche (2019)

Die Dorfkirche Großkoschen ist das Kirchengebäude in dem Senftenberger Ortsteil Großkoschen im Landkreis Oberspreewald-Lausitz im Süden des Landes Brandenburg. Das Gebäude gehört der Kirchengemeinde Großkoschen im Kirchenkreis Niederlausitz in der Evangelischen Kirche Berlin-Brandenburg-schlesische Oberlausitz und steht unter Denkmalschutz.

## Architektur und Geschichte
Ab 1874 war der Bau einer Kirche in Großkoschen geplant, 1881 wurde mit ihrem Bau begonnen. Die Kirche wurde im neugotischen Stil aus Backsteinen und Raseneisensteinen gebaut, die aus einem nahegelegenen Steinbruch geliefert wurden. Am 8. November 1882 wurde die Kirche eingeweiht. Das Gebäude ist ein Saalbau mit Westturm. Vor der Kirche befindet sich ein Denkmal für die Gefallenen des Ersten Weltkrieges, auf der anderen Seite des Angers steht ein Denkmal, das zur hundertjährigen Wiederkehr der Befreiungskriege aufgestellt wurde. Vor dem Westturm befindet sich eine als Naturdenkmal eingetragene Stieleiche.
Die Kirchengemeinde Großkoschen gehörte ursprünglich zum Kirchenkreis Senftenberg in der Evangelischen Landeskirche der älteren Provinzen Preußens und nach deren Zerfall ab 1945 zur Landeskirche Evangelische Kirche von Berlin-Brandenburg. Der Kirchenkreis Senftenberg fusionierte am 1. Juli 1998 mit dem Kirchenkreis Spremberg zum Kirchenkreis Senftenberg-Spremberg. Die Evangelische Kirche von Berlin-Brandenburg und die Evangelische Kirche der schlesischen Oberlausitz schlossen sich 2004 zur Evangelischen Kirche Berlin-Brandenburg-schlesische Oberlausitz zusammen. Der Kirchenkreis Senftenberg-Spremberg wurde am 1. Januar 2020 aufgelöst, seitdem gehört die Kirchengemeinde Großkoschen zum Kirchenkreis Niederlausitz.

## Ausstattung

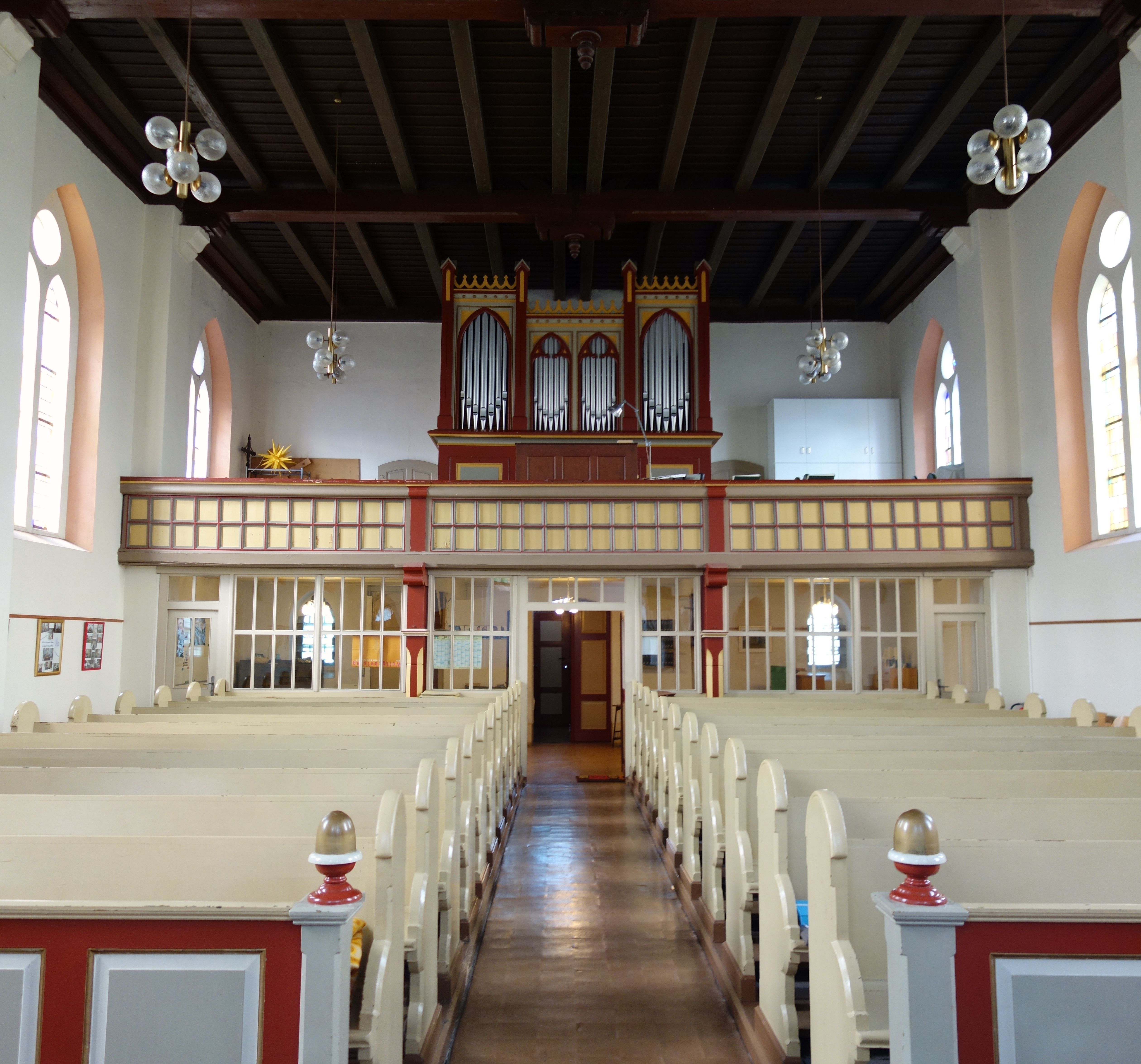
Orgelempore (2016)

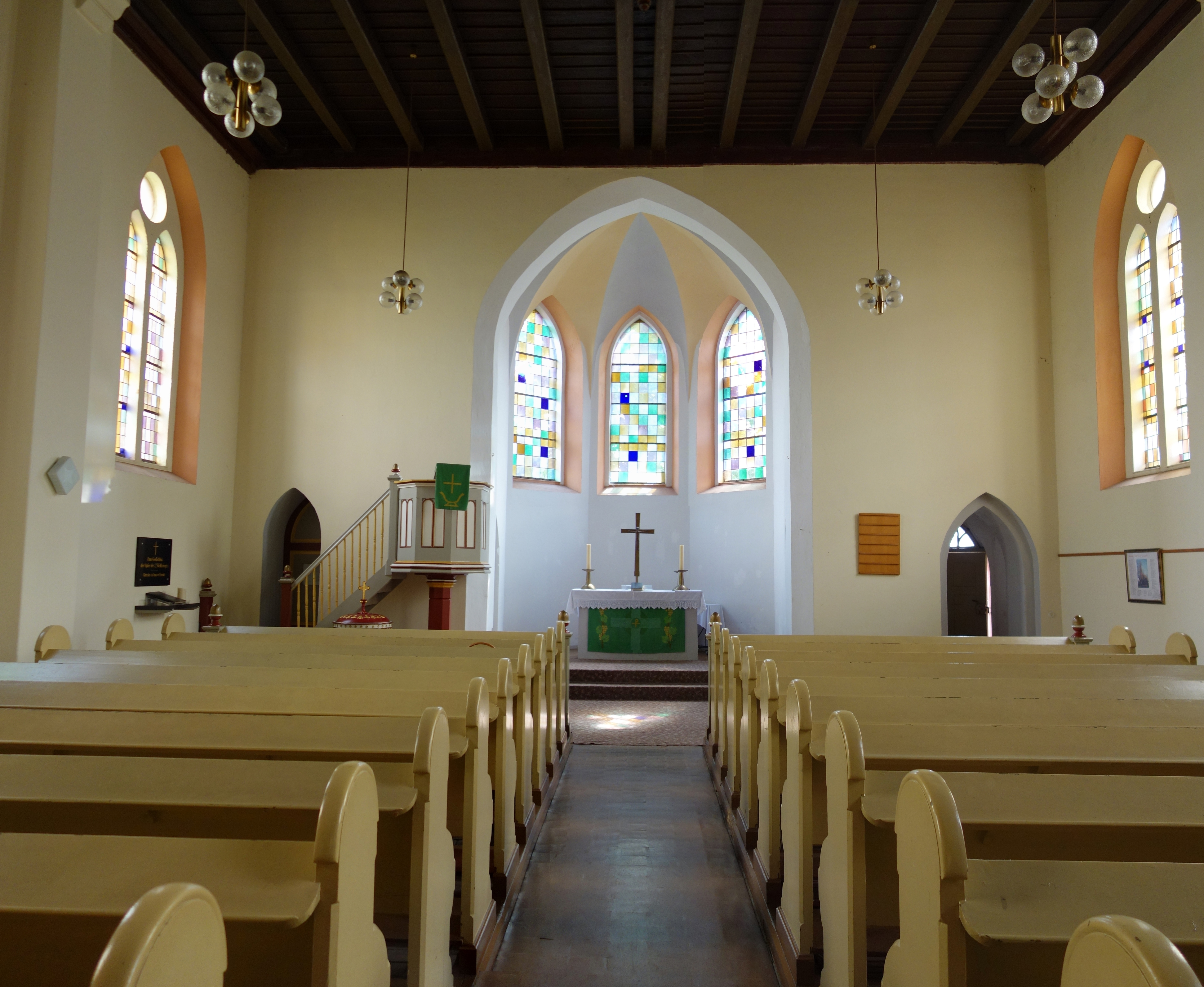
Blick zum Altarraum (2016)

Die Ausstattung der Dorfkirche stammt aus der Bauzeit, dazu gehört eine schlichte polygonale Kanzel. Die Orgel wurde um 1890 von der Orgelbauwerkstatt Nagel aus Großenhain gebaut. Das Instrument hat zwölf Register auf einem Manual und dem Pedal.